# Boulevard Mortier
Le boulevard Mortier est un boulevard du 20e arrondissement de Paris. C'est un élément de la ceinture de boulevards extérieurs dits boulevards des Maréchaux.

## Situation et accès
Le boulevard part de la porte de Bagnolet et arrive à la porte des Lilas, où il laisse la place au boulevard Sérurier. Il a une longueur de 1 350 mètres pour une largeur comprise entre 37,5 et 40 mètres. 
À l’ouest, près de la porte de Bagnolet, se trouve le lotissement Campagne à Paris.
Après avoir été accessible par la ligne de bus de Petite Ceinture, le boulevard Mortier est désormais accessible par la ligne 3b du tramway.

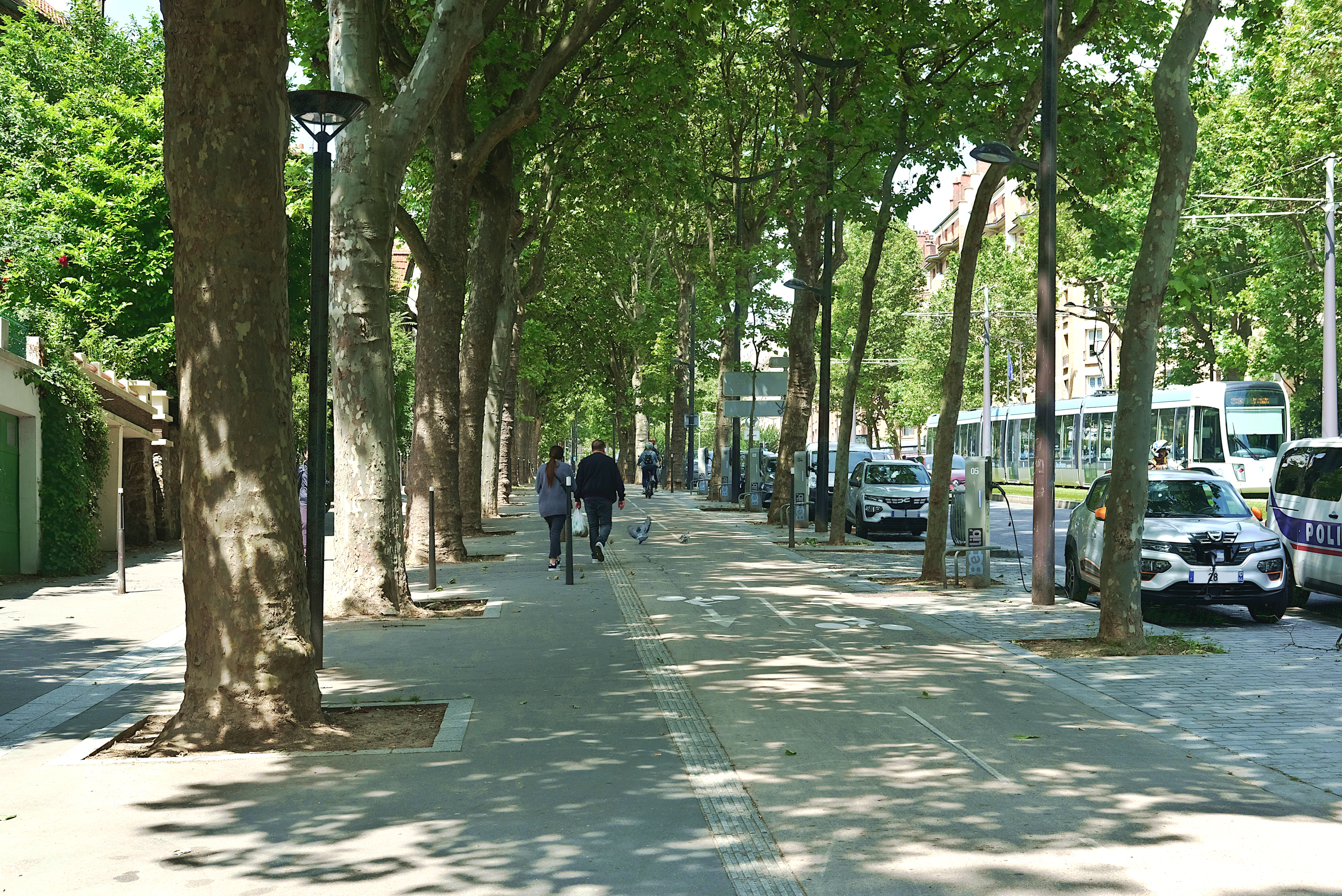
Le boulevard Mortier à proximité de la porte de Bagnolet en 2024.
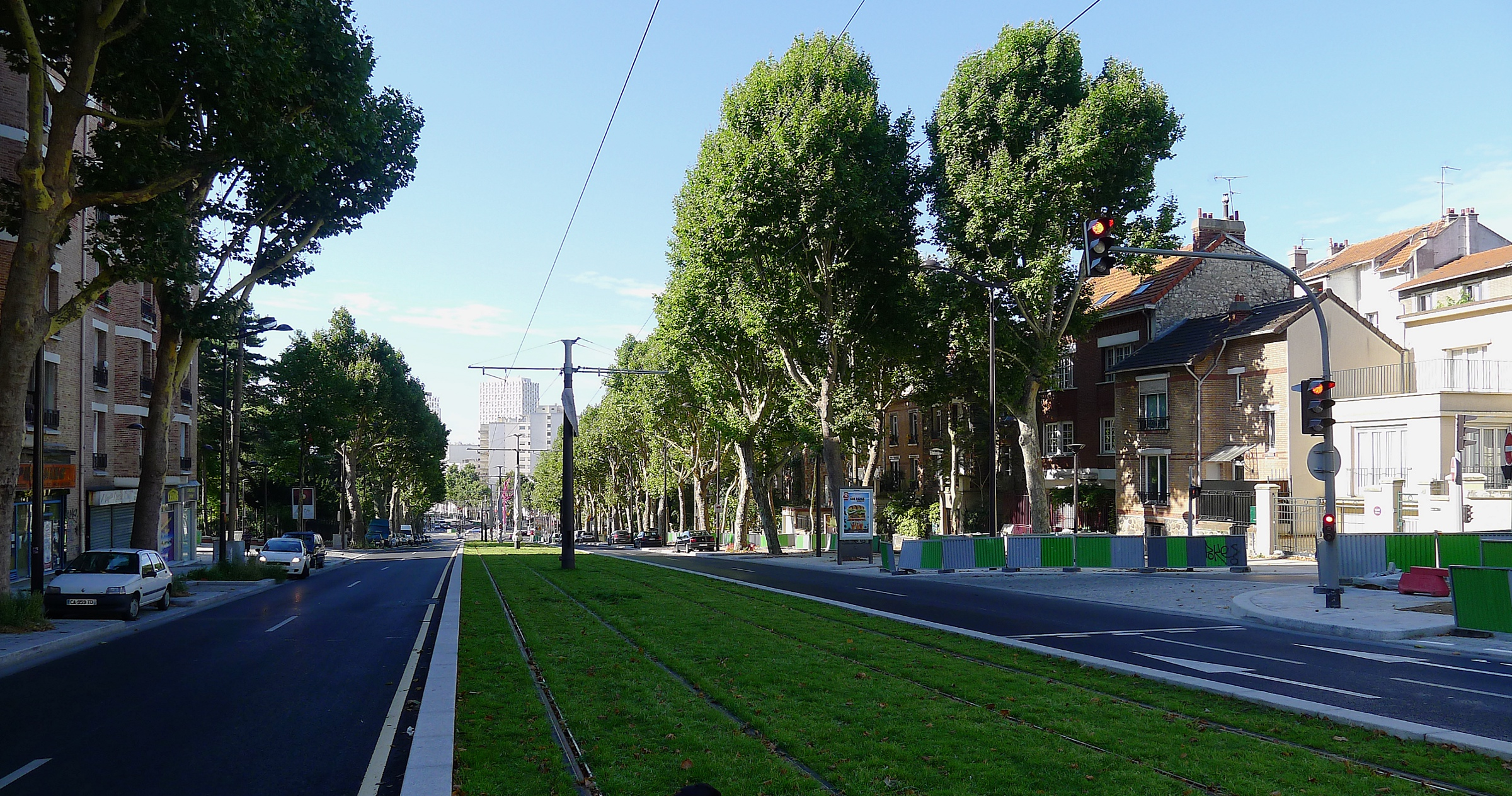
Le boulevard Mortier vu en direction de la porte de Bagnolet après l'achèvement des travaux du T3b en août 2012.
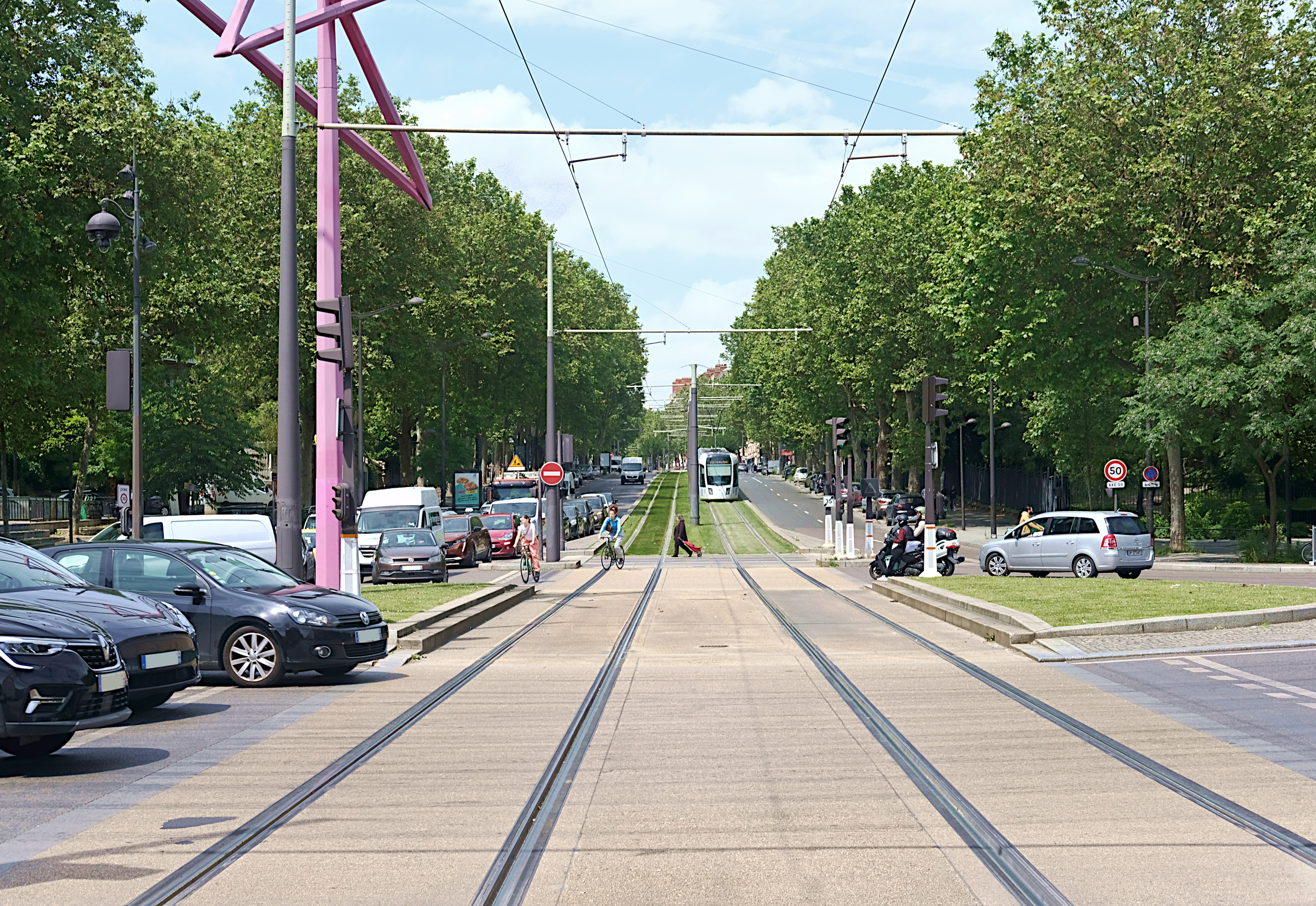
Tram de la ligne T3b descendant le boulevard Mortier et arrivant à la porte de Bagnolet.

## Origine du nom
Il porte le nom d'Édouard Mortier (1768-1835), duc de Trévise, maréchal de France à compter de 1804.

## Historique
Le boulevard Mortier fait partie de la ceinture de boulevards créée à partir de 1861 le long de l'enceinte de Thiers, à la place de la rue Militaire. Il prend son nom actuel en 1864.
Comprenant des tronçons assez étroits jusqu'au déclassement de l'enceinte en 1919, sa largeur est régularisée comme celle de l'ensemble des boulevards des maréchaux au début des années 1920.

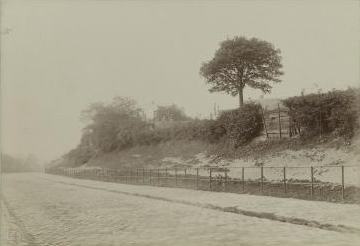
Boulevard Mortier en 1905 près de la rue de la Justice.
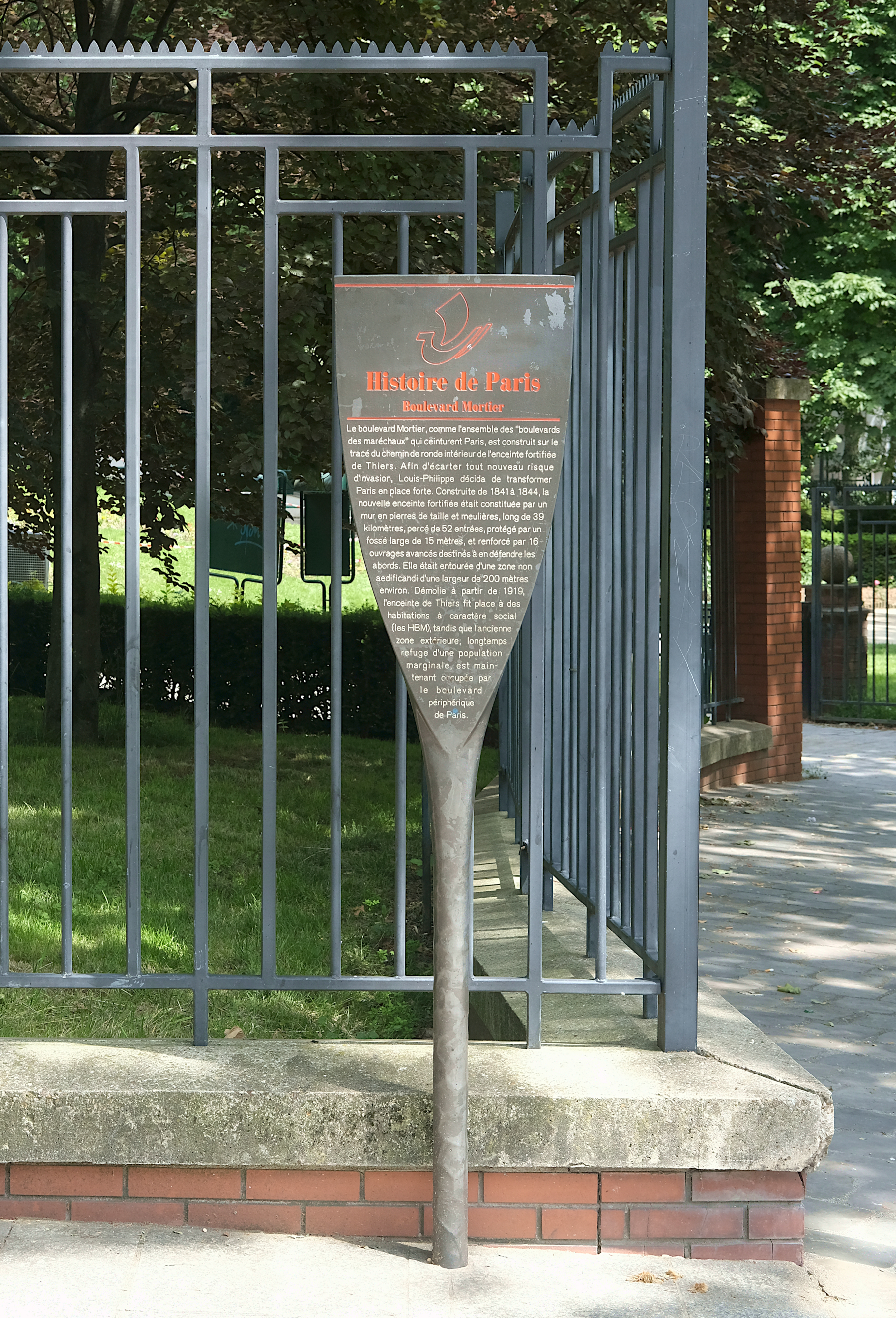
Panneau Histoire de Paris.

## Bâtiments remarquables et lieux de mémoire
- Après le no 19 se trouve la rue Camille-Bombois, petite voie comportant un escalier montant vers la rue Irénée-Blanc appartenant au lotissement Campagne à Paris.
- Au niveau du no 67, le 24 août 1944, le groupe FTP de Saint-Fargeau attaque une colonne de SS sur une barricade située à l’angle de la rue de la Justice[1].
- Nos 82-88, Jacques Duclos y aurait résidé en juillet 1940[2].
- Au no 141 se trouve la caserne des Tourelles, qui abrite le siège de la DGSE[3].

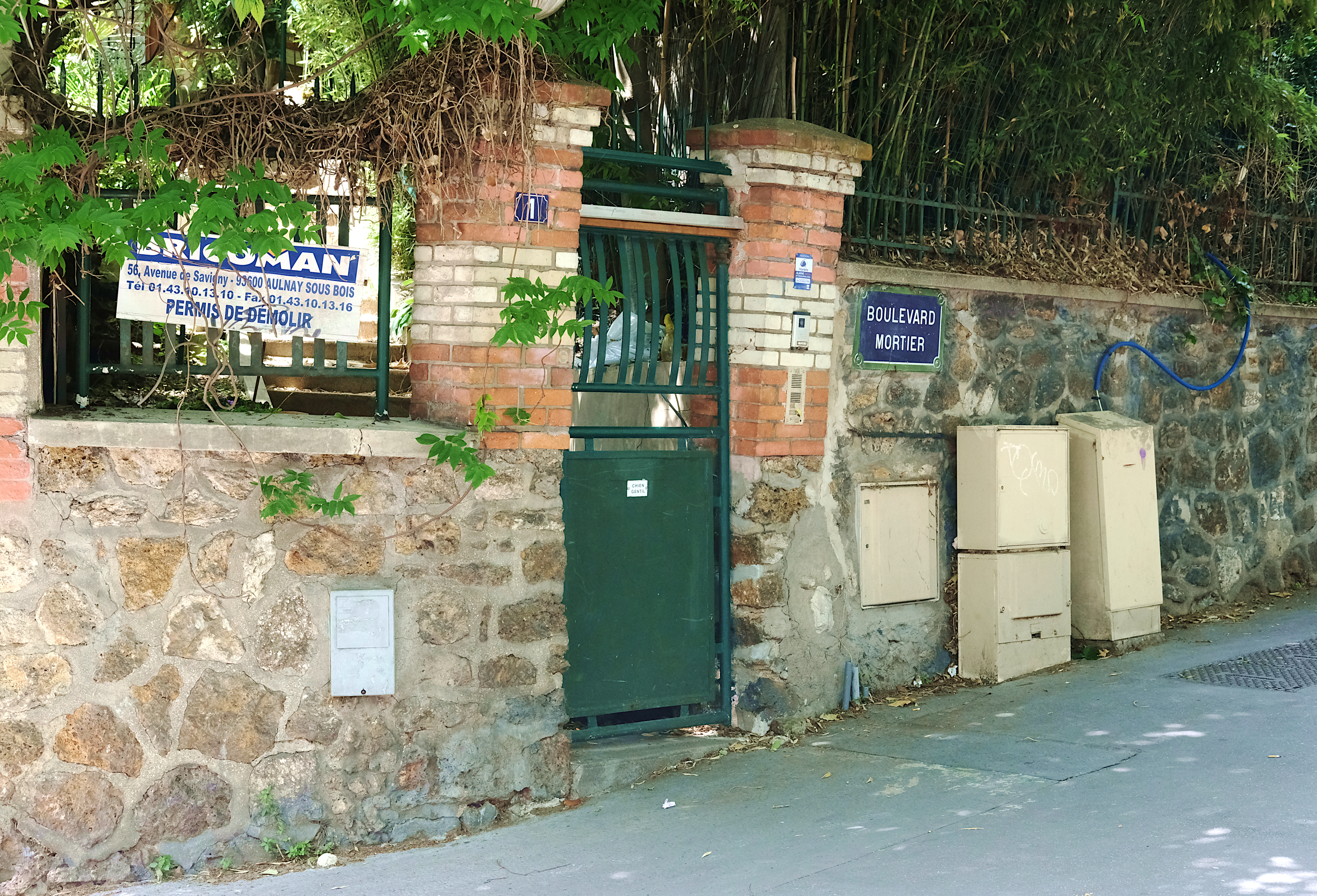
Entrée du n°1.
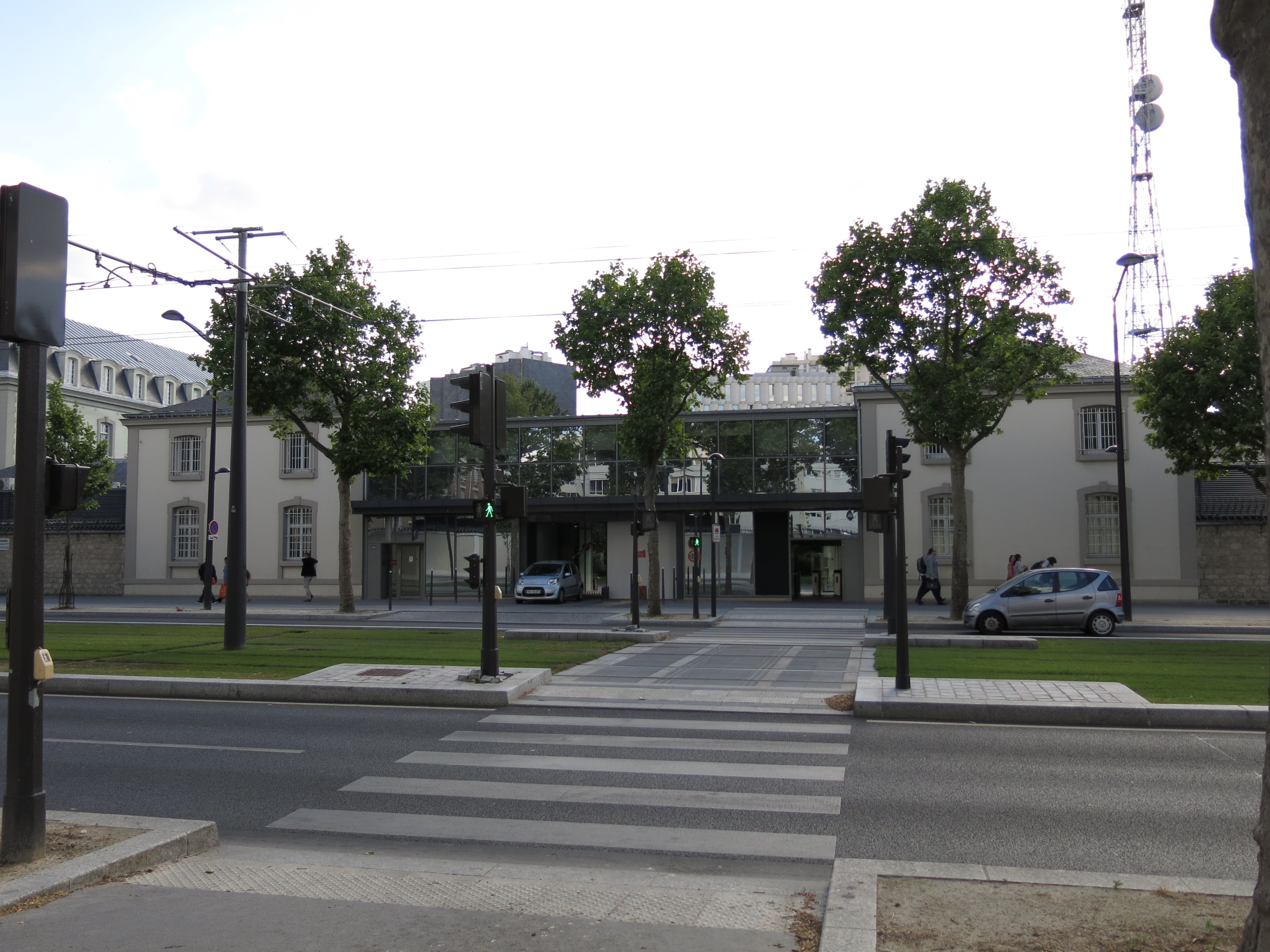
Caserne des Tourelles, siège de la DGSE.
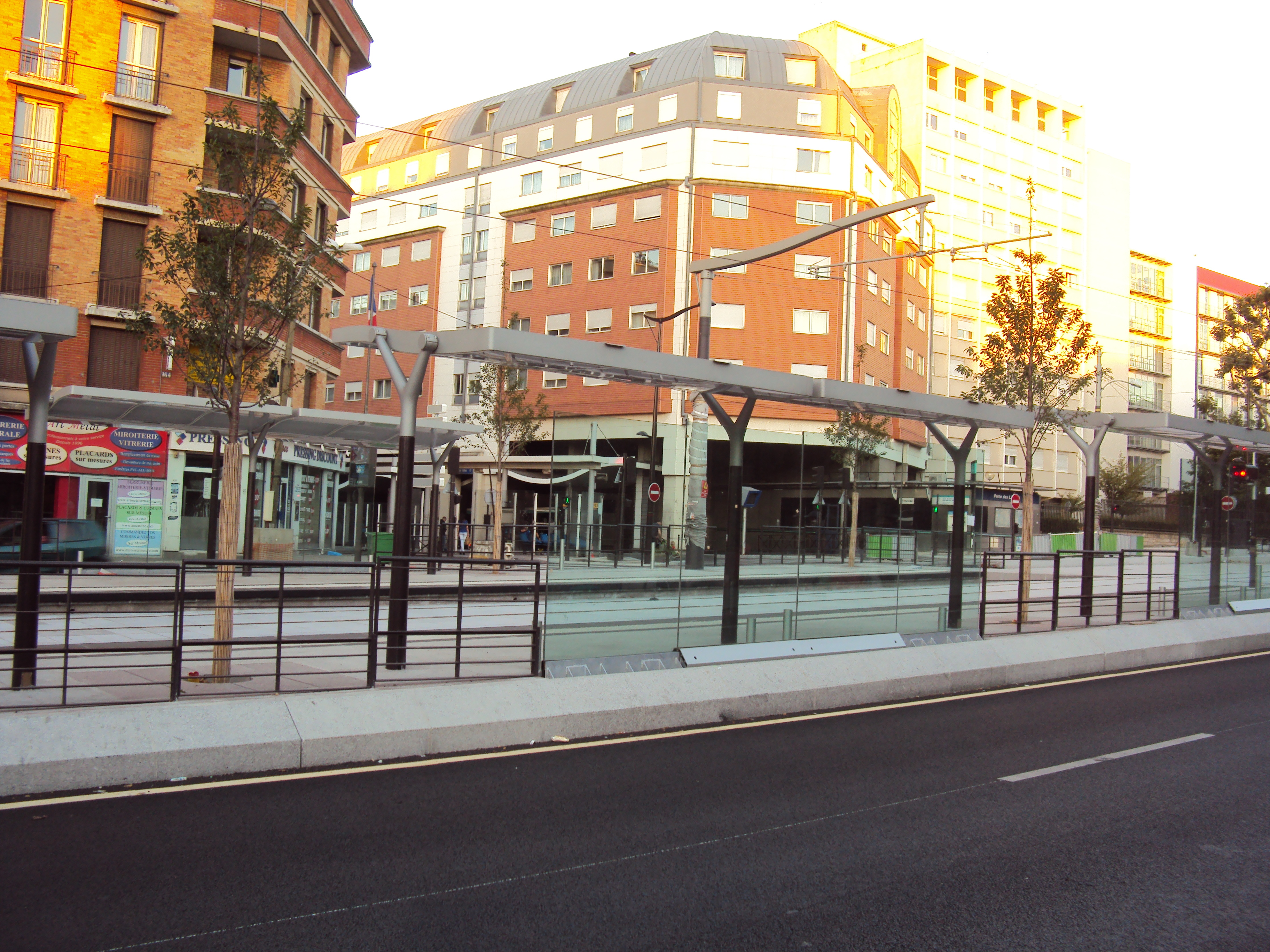
Station du tramway Porte des Lilas.
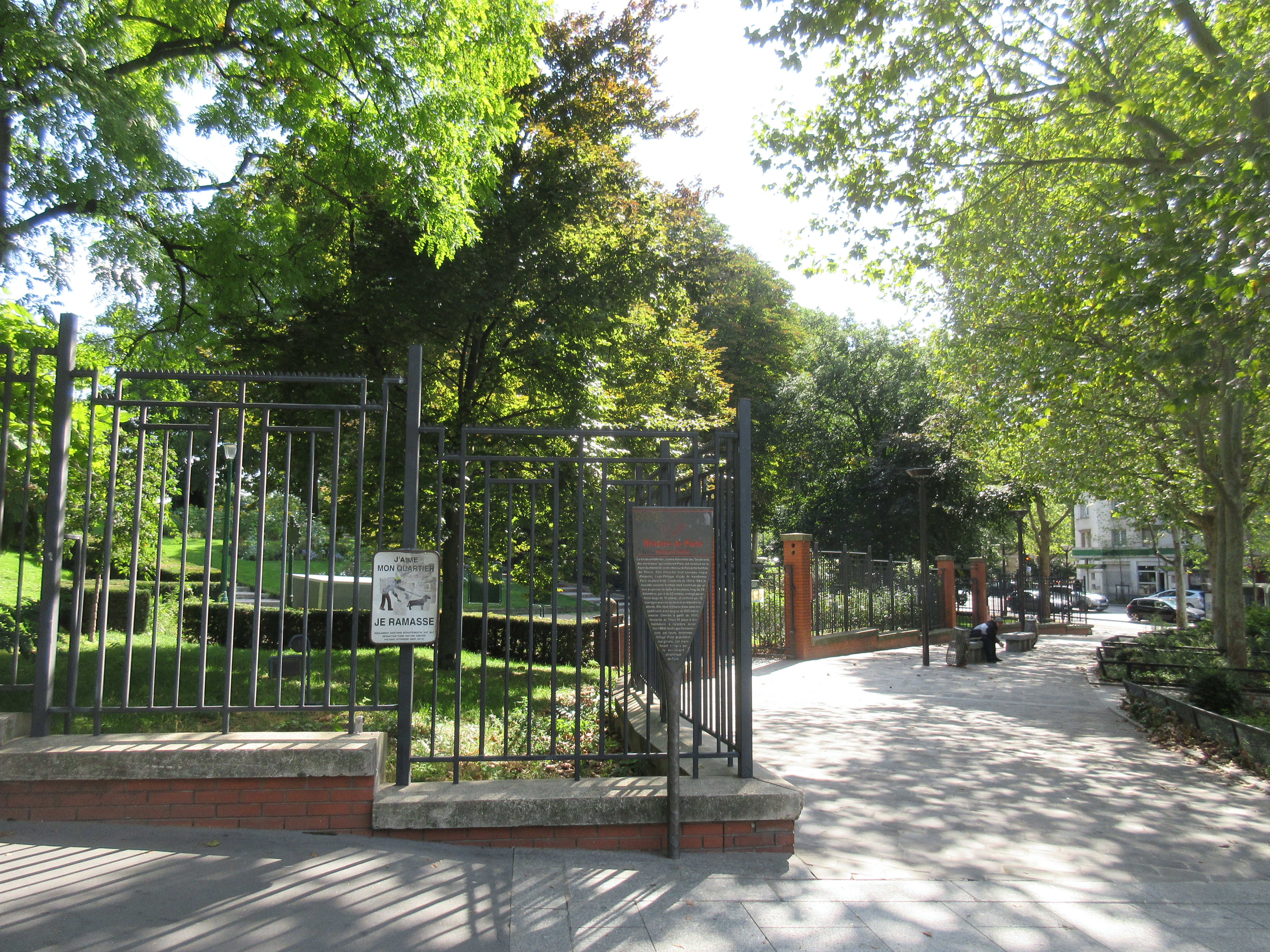
Entrée du square Séverine.